# Opukasjärvi
Opukasjärvi är en sjö i Finland. Den ligger i kommunen Enare i landskapet Lappland, i den norra delen av landet, 1 100 km norr om huvudstaden Helsingfors. Opukasjärvi ligger 126,7 meter över havet. Arean är 1,53 kvadratkilometer och strandlinjen är 19,91 kilometer lång. Sjön  ingår i Neidenälvens huvudavrinningsområde.   Omgivningarna runt Opukasjärvi är i huvudsak ett öppet busklandskap. Den sträcker sig 3,3 kilometer i nord-sydlig riktning, och 2,6 kilometer i öst-västlig riktning.
I övrigt finns följande vid Opukasjärvi:
- Njavdamjokka (ett vattendrag)
- Silesjuuha (ett vattendrag)